# Kreis Coswig
| Übersichtskarte von Anhalt |

Der Kreis Coswig war von 1863 bis 1865 ein Landkreis in Anhalt um Coswig (Anhalt). Das ehemalige Kreisgebiet gehört heute zum Landkreis Wittenberg in Sachsen-Anhalt.

## Lage
Der Landkreis lag zwischen der Elbe und dem Fläming nordöstlich von Dessau. Er grenzte an die preußischen Landkreise Zauch-Belzig und Wittenberg sowie an die anhaltischen Kreise Dessau und Zerbst.

## Geschichte
Nach dem Tod des kinderlosen Fürsten Friedrich August von Anhalt-Zerbst im Jahre 1793, wurde das Fürstentum Anhalt-Zerbst in drei etwa gleich große Gebiete aufgeteilt, die 1797 per Losentscheid den drei Fürstentümern Anhalt-Bernburg, Anhalt-Dessau und Anhalt-Köthen zugeteilt wurden. Der östliche Teile um Coswig fiel an Anhalt-Bernburg. Nach der Vereinigung der anhaltischen Herzogtümer zum Herzogtum Anhalt wurden 1863 die sechs Kreise Dessau, Bernburg, Köthen, Ballenstedt, Zerbst und Coswig gebildet. Der Kreis Coswig wurde dabei aus dem Gebiet gebildet, das 1797 Anhalt-Bernburg zugelost worden war. 1865 wurde der Kreis Coswig aufgelöst und in den Kreis Zerbst eingegliedert.

## Städte und Gemeinden
Zum Kreis Coswig gehörten unter anderem die Stadt Coswig sowie die Gemeinden Bräsen, Buko, Cobbelsdorf, Hundeluft, Jeber-Bergfrieden, Köselitz, Möllensdorf, Senst, Serno, Stackelitz und Wörpen. 